# Hans Wilhelm Sartorius von Bach

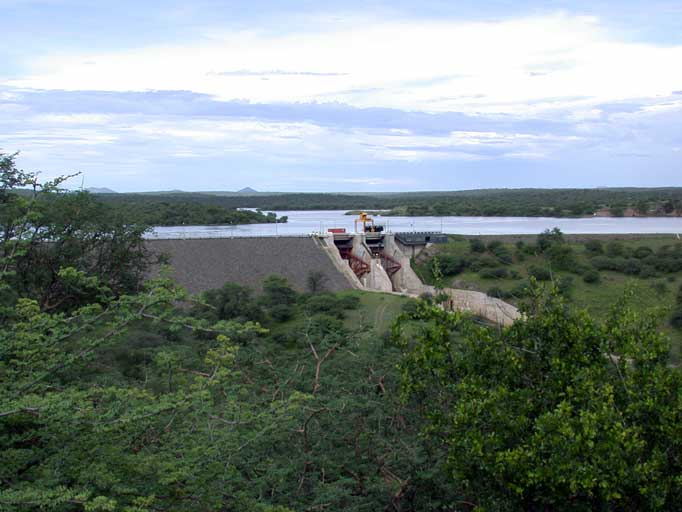
Der nach Sartorius von Bach benannte Von-Bach-Damm bei Okahandja

Bruno Hans Wilhelm Alfred Adolf Sartorius von Bach (* 4. Januar 1904 in Detmold; † 11. Mai 1975 in Windhoek, Südwestafrika) war ein deutsch-südwestafrikanischer Farmer und Politiker.
Nach Sartorius von Bach ist der 1970 eröffnete Von-Bach-Damm bei Okahandja im heutigen Namibia benannt.

## Lebensweg
Sartorius von Bach ging in Hannover und Hameln zur Schule und besuchte die Kolonialschule Witzenhausen. Er wanderte 1925 nach Südwestafrika aus.
Beruflich begann Sartorius von Bach als Farmerlehrling und -verwalter auf Farm Voigtsgrund, wo er bis 1930 angestellt war. Am 20. Mai 1929 heiratete er Hella Sartorius von Bach, geb. Schlettwein (1903–1993). Mit ihr hatte er wenigstens ein Kind (* 1962). 1930 erwarb er Farm Breckhorn, ehe er ab 1945 auf Farm Beula bei Outjo Landwirtschaft betrieb.
Sartorius von Bach schloss sich der National Party of South West Africa (NPSWA) an. Für diese saß er von 1955 bis 1970 im South West African Legislative Assembly (Parlament), war von 1961 bis 1970 Kabinettsmitglied und ab 1970 Mitglied des Senats von Südafrika.

## Schriften
- Unendlich reich und bitter arm. Merian, Heft 10, Jahrgang 26, 1973.